# 欧洲高等管理学院
欧洲高等管理学院（ISEG），创建于1980年，是法国的一所商学院。欧洲高等管理学院位于巴黎市中心的03区.
目前有来自全球15个国家大约1,500名全日制的注册学生，开设超过03门的学位课程。是由ACBSP和IACBE认证的商学院。